# Akord poboczny
Akord poboczny – w danej tonacji taki akord, który nie wchodzi w skład triady harmonicznej. Do akordów pobocznych zalicza się zatem wszystkie trójdźwięki (oraz odpowiednio cztero- i pięciodźwięki) budowane na II, III, VI i VII stopniu gamy. Akordy poboczne mogą być budowane na dźwiękach gamowłaściwych lub alterowanych, o ile alteracja nie spowoduje powstania dźwięku enharmonicznie równoważnego dźwiękowi gamy (np. w gamach durowych nie podwyższa się III stopnia). Jeżeli akord poboczny jest budowany od dźwięku alterowanego, mówimy o akordzie na stopniu podwyższonym lub obniżonym.
W polskim nazewnictwie funkcji harmonicznych akord poboczny przejmuje symbol funkcyjny wraz z trybem od akordu triady harmonicznej, z którym ma wspólne dwa dźwięki. Z tego względu tryb akordu pobocznego wynikający z jego budowy nie musi pokrywać się z trybem symbolu funkcyjnego.

## Akordy poboczne w majorze
1. Pochodzące od toniki:
  - tonika III stopnia (TIII) – trójdźwięk molowy
  - tonika VI stopnia (TVI) – trójdźwięk molowy
  - tonika VI stopnia obniżonego (TVIobn.) – trójdźwięk zwiększony
2. Pochodzące od molltoniki:
  - molltonika III stopnia obniżonego (°TIIIobn.) – trójdźwięk durowy
  - molltonika VI stopnia obniżonego (°TVIobn.) – trójdźwięk durowy
3. Pochodzące od subdominanty:
  - subdominanta II stopnia (SII) – trójdźwięk minorowy
  - subdominanta VI stopnia (SVI) – trójdźwięk minorowy
4. Pochodzące od mollsubdominanty:
  - mollsubdominanta II stopnia (°SII) – trójdźwięk zmniejszony
  - mollsubdominanta II stopnia obniżonego (°SIIobn.) – trójdźwięk majorowy
  - mollsubdominanta VI stopnia (°SVI) – trójdźwięk zwiększony
5. Pochodzące od dominanty:
  - dominanta III stopnia (DIII) – trójdźwięk molowy
  - dominanta VII stopnia (DVII) – trójdźwięk zmniejszony

## Akordy poboczne w minorze
1. Pochodzące od molltoniki:
  - molltonika III stopnia (°TIII) – trójdźwięk durowy
  - molltonika VI stopnia (°TVI) – trójdźwięk durowy
2. Pochodzące od mollsubdominanty:
  - mollsubdominanta II stopnia (°SII) – trójdźwięk zmniejszony
  - mollsubdominanta II stopnia obniżonego (°SIIobn.) – trójdźwięk majorowy
  - mollsubdominanta VI stopnia (°SVI) – trójdźwięk durowy
3. pochodzące od subdominanty:
  - subdominanta II stopnia (SII) – trójdźwięk minorowy
  - subdominanta VI stopnia podwyższonego (SVIpodw.) – trójdźwięk zmniejszony
4. pochodzące od dominanty:
  - dominanta III stopnia (DIII) – trójdźwięk zwiększony
5. pochodzące od molldominanty:
  - molldominanta VII stopnia (°DVII) – trójdźwięk durowy
  - molldominanta III stopnia (°DIII) – trójdźwięk durowy

## Zasady budowy i łączenia
Akordy poboczne, stanowiąc pochodne od akordów triady, zachowują jak najwięcej ich cech harmonicznych. Z tego też względu, jeżeli tylko ich budowa na to pozwala, dwoi się w nich te same dźwięki, co w macierzystych akordach triady. Przykładowo: pryma toniki jest tercją dla pochodzącej od niej toniki VI stopnia; ponieważ w trójdźwięku tonicznym najczęściej dwoi się jego prymę, to w trójdźwięku toniki VI stopnia z zasady dwoi się tercję. Analogiczna zależność funkcjonuje pomiędzy S i SII oraz D i DIII oraz molowymi wariantami tych funkcji.
Na III i VI stopniu gamy znajdują się jednobrzmiące postaci akordów pobocznych: na stopniu III tonika i dominanta, na stopniu VI tonika i subdominanta. Użycie właściwej nazwy funkcji harmonicznej jest zależne od tego, z jakimi funkcjami akord bezpośrednio sąsiaduje:
- jeżeli przed akordem pobocznym znajduje się dominanta (dowolnego stopnia), akord poboczny posiada funkcję toniki;
- jeżeli po akordzie pobocznym znajduje się tonika lub molltonika (dowolnego stopnia), akord poboczny posiada funkcję subdominanty lub dominanty;
- jeżeli po akordzie pobocznym znajduje się subdominanta lub mollsubdominanta (dowolnego stopnia), akord poboczny nie może posiadać funkcji dominanty.

Po akordzie głównym może wystąpić akord poboczny o tej samej funkcji.
Jeżeli akord poboczny prowadzi na inny akord poboczny w pokrewieństwie kwinty dolnej (tak samo jak dominanta na tonikę), zachodzi zjawisko tzw. dominanty pozornej.
Dominanty poboczne w minorze, jeżeli nie łączą się z dominantą lub molldominantą triady, mogą łączyć się tylko w jeden określony sposób:
- DIII tylko z °TVI;
- °DVII tylko z °TIII.

## Subdominanta VII stopnia (SVII, °SVII7)

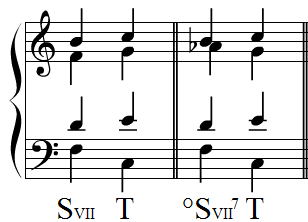
Użycie subdominanty VII stopnia i mollsubdominanty VII stopnia septymowej w kadencji plagalnej w tonacji C-dur.

W kadencji plagalnej w miejsce subdominanty lub mollsubdominanty może zostać użyty akord na siódmym stopniu gamy durowej albo molowej harmonicznej lub doryckiej. Ze względu na jego umiejscowienie w konstrukcji harmonicznej otrzymuje on funkcję subdominanty pomimo tego, że z subdominantowym trójdźwiękiem triady posiada tylko jeden dźwięk wspólny. O mollsubdominancie VII stopnia możemy mówić tylko w przypadku jej postaci septymowej (lub nonowej, która jednak prawie wcale nie występuje), ponieważ septyma akordu na VII stopniu jest tożsama z tercją akordu na IV stopniu: to, czy owa tercja jest wielka czy mała, decyduje zatem o trybie funkcji na VII stopniu.
Subdominanta i mollsubdominanta VII stopnia występuje tylko i wyłącznie z kwintą w basie i prymą w sopranie. Rozwiązuje się na pełną tonikę lub molltonikę z prymami w basie i w sopranie. Może być również akordem wtrąconym.